# Kupe’s Sail

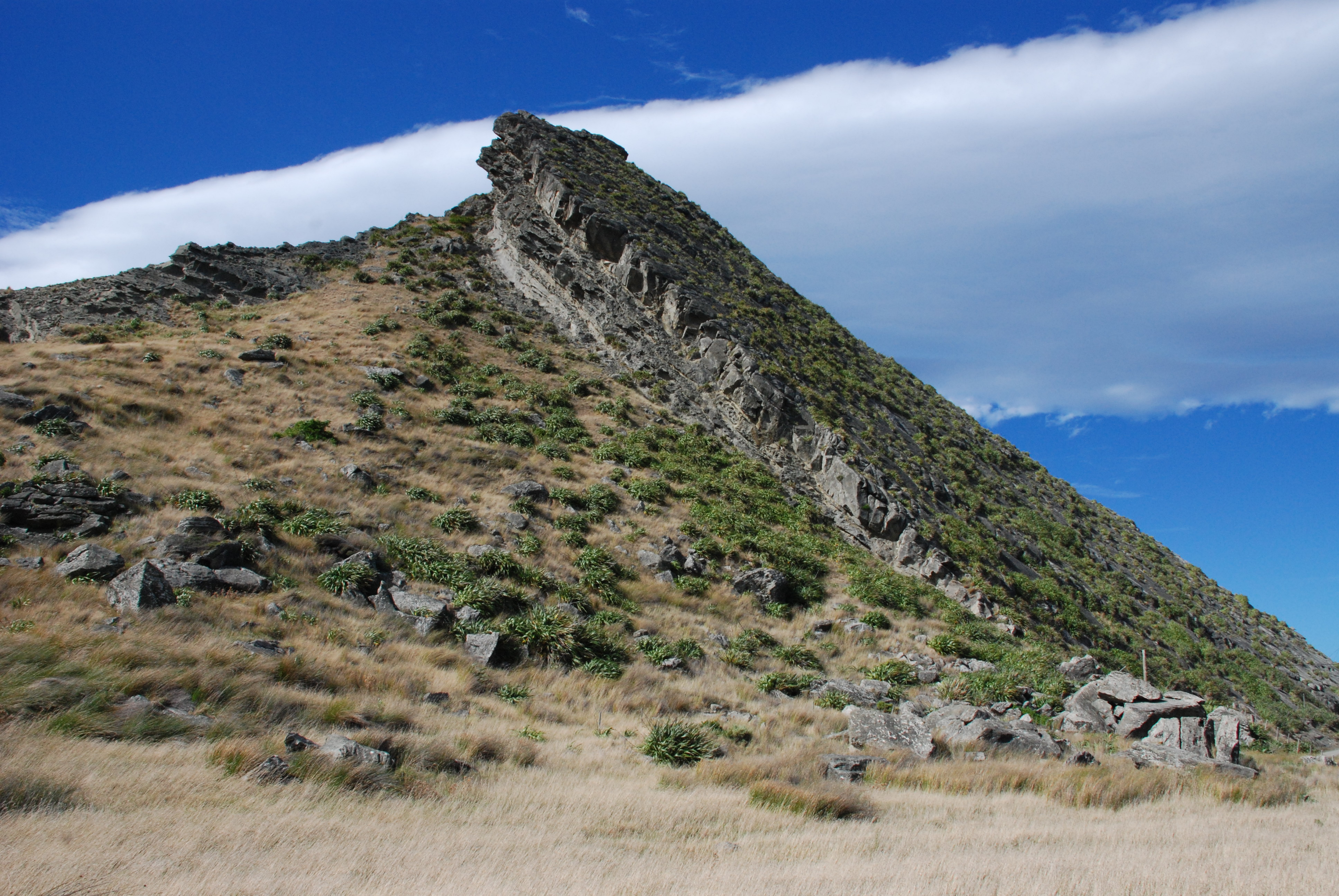
Kupe’s Sail östlich der Palliser Bay

Kupe’s Sail ist ein Felsen mit besonderem Aussehen an der Südküste der Nordinsel von Neuseeland.

## Geographie
Der Felsen befindet sich gut 2 km nordwestlich von Cape Palliser, dem südlichsten Punkt der Nordinsel von Neuseeland. Er erhebt sich direkt von der Küste, in einem Winkel von rund 45 Grad ansteigend, bis auf etwa 100 m Höhe. Seine zur Küste geneigte Fläche ist eben und rund 120 m breit. Direkt westlich des Felsens liegt die kleine Ansiedlung Mangatoetoe.

## Maori-Legende
Der maorische Name des Felsens ist Ngā-Rā-o-Kupe (Das Segel von Kupe). Einer Legende nach, die Māori erzählen, kampierte Kupe, der Entdecker von Aotearoa (Neuseeland), mit Ngake, einem Drachen, an der Küste in der Nähe von Cape Palliser. Sie gerieten in Streit um wer am schnellsten ein Kanusegel erschaffen könnte. Kupe gewann den Wettstreit. Das Resultat stellt der besagte Felsen dar, einem Segel gleich.

## Geologie
Geologisch gesehen stellt der Felsen, der auf eigentümliche Weise aus seiner Umgebung hervorragt, eine Diskontinuität dar. Er entstammt der Kreidezeit.Cape Palliser, zu dem dieser Felsen geologisch gesehen gezählt wird, besteht aus Kissenlava, die sich vor rund 100 Millionen Jahren unterseeisch gebildet hat (andere Quellen gehen von rund 130 Millionen Jahren aus.). Auf der Grauwacke hatte sich vor rund 15 Millionen Jahren in der Meeresumgebung eine fossilführende Sandsteinschicht gebildet. Anschließend wurde die Schicht gehoben, aufgeworfen und ist zu dem heutigen Felsen erodiert.

## Naturschutz
Der Felsen wird als Kupe’s Sail Rock Recreation Reserve vom Department of Conservation betreut.